# De zeven veren van de papegaai
De zeven veren van de papegaai is een Nederlandstalige jeugdroman, geschreven door Paul Biegel en uitgegeven in 1975 bij Uitgeverij Holland in Haarlem. De eerste editie werd geïllustreerd door Carl Hollander. Het verhaal verscheen eerder als feuilleton in het damesblad Margriet.

## Inhoud
De vader van Doenja en Jorkos verdwijnt op een dag tijdens zijn werkzaamheden als houthakker. Als hij na drie dagen nog niet terug is, besluiten zijn twee kinderen ondanks dat moeder het verboden heeft om hem te gaan zoeken. Daarbij spelen de zeven veren van de papegaai een grote rol.